# Abacetus grandis
Abacetus grandis là một loài bọ chân chạy thuộc phân họ Pterostichinae. Loài này được Laferte-Senectere mô tả lần đầu năm 1853.